# Thrinchostoma
Thrinchostoma är ett släkte av bin. Thrinchostoma ingår i familjen vägbin.

## Dottertaxa tillThrinchostoma, i alfabetisk ordning[1]
- Thrinchostoma aciculatum
- Thrinchostoma afasciatum
- Thrinchostoma albitarse
- Thrinchostoma asianum
- Thrinchostoma assamense
- Thrinchostoma atrum
- Thrinchostoma bequaerti
- Thrinchostoma bibundicum
- Thrinchostoma bicometes
- Thrinchostoma bryanti
- Thrinchostoma conjungens
- Thrinchostoma emini
- Thrinchostoma flaviscapus
- Thrinchostoma fulvipes
- Thrinchostoma fulvum
- Thrinchostoma guineense
- Thrinchostoma kandti
- Thrinchostoma lemuriae
- Thrinchostoma lettowvorbecki
- Thrinchostoma macrognathum
- Thrinchostoma malelanum
- Thrinchostoma millari
- Thrinchostoma mwangai
- Thrinchostoma nachtigali
- Thrinchostoma nigrum
- Thrinchostoma obscurum
- Thrinchostoma orchidarum
- Thrinchostoma othonnae
- Thrinchostoma perineti
- Thrinchostoma petersi
- Thrinchostoma productum
- Thrinchostoma renitantely
- Thrinchostoma rubrocinctum
- Thrinchostoma sakalavum
- Thrinchostoma serricorne
- Thrinchostoma silvaticum
- Thrinchostoma sjoestedti
- Thrinchostoma sladeni
- Thrinchostoma telekii
- Thrinchostoma tonkinense
- Thrinchostoma torridum
- Thrinchostoma ugandae
- Thrinchostoma umtaliellus
- Thrinchostoma umtaliense
- Thrinchostoma undulatum
- Thrinchostoma wellmani
- Thrinchostoma wissmanni